# Campeonato Sul-Americano de Corta-Mato de 2002
O 17º Campeonato Sul-Americano de Corta-Mato de 2002 foi realizado em Santa Cruz de la Sierra, na Bolívia, entre os dias 23 e 24 de fevereiro de 2002. Participaram da competição 72 atletas de sete nacionalidades. Na categoria sênior masculino Jonathan Monje do Chile levou o ouro, e na categoria sênior feminino Adriana de Souza do Brasil levou o ouro. 

## Medalhistas
Esses foram os campeões da competição. 
| Evento                                  | Ouro                             | Ouro  | Prata                                  | Prata | Bronze                     | Bronze |
| --------------------------------------- | -------------------------------- | ----- | -------------------------------------- | ----- | -------------------------- | ------ |
| Individual                              |                                  |       |                                        |       |                            |        |
| Masculino sênior (12 km)                | Jonathan Monje · Chile           | 38:45 | Julián Berrío · Colômbia               | 38:50 | Carlos Jaramillo · Chile   | 38:51  |
| Masculino sênior curta distância (4 km) | Hudson Santos de Souza · Brasil  | 11:57 | Javier Adolfo Carriqueo · Argentina    | 12:11 | Jonathan Monje · Chile     | 12:13  |
| Masculino júnior (8 km)                 | Fernando Alex Fernandes · Brasil | 26:41 | Maximiliano Alonso Sánchez · Argentina | 27:06 | Marcelo Zalles · Bolívia   | 27:22  |
| Masculino juvenil (4 km)                | Gilialdo Koball · Brasil         | 12:59 | Freddy Espinoza · Colômbia             | 13:32 | Alexis Maureira · Chile    | 13:35  |
| Feminino sênior (8 km)                  | Adriana de Souza · Brasil        | 29:54 | Bertha Sánchez · Colômbia              | 30:54 | Wilma Guerra · Equador     | 31:11  |
| Feminino sênior curta distância (4 km)  | Bertha Sánchez · Colômbia        | 14:02 | Silvia Paredes · Equador               | 14:08 | Marily dos Santos · Brasil | 14:19  |
| Feminino júnior (6 km)                  | Ruby Riativa · Colômbia          | 23:50 | Susana Aburto · Chile                  | 24:49 | Magaly Crispin · Bolívia   | 25:39  |
| Feminino juvenil (3 km)                 | Fernanda Maria Silva · Brasil    | 10:55 | Elizabeth Choquevillca · Bolívia       | 11:06 | Militza Saucedo · Bolívia  | 11:21  |
| Equipe                                  |                                  |       |                                        |       |                            |        |
| Masculino sênior                        |                                  |       |                                        |       |                            |        |
| Masculino sênior curta distância        | Chile                            | 14    | Colômbia                               | 14    | Bolívia                    | 25     |
| Masculino júnior                        | Chile                            | 12    | Argentina                              | 15    | Bolívia                    | 27     |
| Masculino juvenil                       | Bolívia                          | 18    |                                        |       |                            |        |
| Feminino sênior                         | Equador                          | 13    | Chile                                  | 21    |                            |        |
| Feminino sênior curta distância         | Equador                          | 13    | Chile                                  | 23    | Bolívia                    | 28     |
| Feminino júnior                         | Bolívia                          | 12    |                                        |       |                            |        |
| Feminino juvenil                        | Bolívia                          | 9     |                                        |       |                            |        |

## Resultados da corrida

### Masculino sênior (12 km)
Individual
| Posição           | Atleta                   | Nacionalidade | Tempo |
| ----------------- | ------------------------ | ------------- | ----- |
| Medalha de ouro   | Jonathan Monje           | Chile         | 38:45 |
| Medalha de prata  | Julián Berrío            | Colômbia      | 38:50 |
| Medalha de bronze | Carlos Jaramillo         | Chile         | 38:51 |
| 4                 | Rolando Pillco           | Bolívia       | 39:07 |
| 5                 | Javier Alexander Guarín  | Colômbia      | 39:14 |
| 6                 | Vladimir Guerra          | Equador       | 39:24 |
| 7                 | Jorge Real               | Colômbia      | 39:37 |
| 8                 | Guido Bustillos          | Equador       | 39:38 |
| 9                 | Marco Condori            | Bolívia       | 39:44 |
| 10                | Miguel Meléndez          | Chile         | 39:55 |
| 11                | Wellington Correia Fraga | Brasil        | 40:36 |
| 12                | Giovanny Morejón         | Bolívia       | 40:47 |
| 13                | Néstor Quinapanta        | Equador       | 41:28 |
| 14                | Cristian Rogelio         | Chile         | 41:44 |
| 15                | Alejandro Mamani         | Bolívia       | 43:11 |
| 16                | Pablo Jiménez            | Uruguai       | 49:23 |
| —                 | Eduardo Aruquipa         | Bolívia       | DNF   |
| —                 | Richard Arias            | Equador       | DNF   |

Equipe
| Jonathan Monje     | 1    |
| Carlos Jaramillo   | 3    |
| Guido Bustillos    | 8    |
| (Miguel Meléndez)  | (10) |
| (Cristian Rogelio) | (14) |

| Julián Berrío           | 2 |
| Javier Alexander Guarín | 5 |
| Jorge Real              | 7 |

| Rolando Pillco     | 4     |
| Marco Condori      | 9     |
| Giovanny Morejón   | 12    |
| (Alejandro Mamani) | (15)  |
| (Eduardo Aruquipa) | (DNF) |

| Vladimir Guerra   | 6     |
| Guido Bustillos   | 8     |
| Néstor Quinapanta | 13    |
| (Richard Arias)   | (DNF) |

* Nota: Os atletas entre parênteses não pontuaram para o resultado da equipe.

### Masculino sênior de curta distancia (4 km)
Individual
| Posição           | Atleta                  | Nacionalidade | Tempo |
| ----------------- | ----------------------- | ------------- | ----- |
| Medalha de ouro   | Hudson Santos de Souza  | Brasil        | 11:57 |
| Medalha de prata  | Javier Adolfo Carriqueo | Argentina     | 12:11 |
| Medalha de bronze | Jonathan Monje          | Chile         | 12:13 |
| 4                 | Carlos Jaramillo        | Chile         | 12:21 |
| 5                 | Miguel Meléndez         | Chile         | 12:41 |
| 6                 | José Mansilla           | Argentina     | 12:50 |
| 7                 | Miguel Angel Bárzola    | Argentina     | 12:53 |
| 8                 | Wilfredo Calizaya       | Bolívia       | 12:57 |
| 9                 | Juan Carlos Echalar     | Bolívia       | 13:01 |
| 10                | Mariano Mamani          | Bolívia       | 13:03 |
| 11                | Denis Velázquez         | Bolívia       | 13:05 |
| 12                | Moisés Cipriani         | Bolívia       | 13:05 |
| 13                | Francis Melo            | Chile         | 13:36 |
| 14                | Miguel Nino             | Bolívia       | 13:37 |

Equipe
| Jonathan Monje   | 3    |
| Carlos Jaramillo | 4    |
| Miguel Meléndez  | 5    |
| (Francis Melo)   | (13) |

| Javier Adolfo Carriqueo | 2 |
| José Mansilla           | 6 |
| Miguel Angel Bárzola    | 7 |

| Wilfredo Calizaya   | 8    |
| Juan Carlos Echalar | 9    |
| Mariano Mamani      | 10   |
| (Denis Velázquez)   | (11) |
| (Moisés Cipriani)   | (12) |
| (Miguel Nino)       | (14) |

* Nota: Os atletas entre parênteses não pontuaram para o resultado da equipe.

### Masculino júnior (8 km)
Individual
| Posição           | Atleta                     | Nacionalidade | Tempo |
| ----------------- | -------------------------- | ------------- | ----- |
| Medalha de ouro   | Fernando Alex Fernandes    | Brasil        | 26:41 |
| Medalha de prata  | Maximiliano Alonso Sánchez | Argentina     | 27:06 |
| Medalha de bronze | Marcelo Zalles             | Bolívia       | 27:22 |
| 4                 | Mauricio Peña              | Chile         | 28:06 |
| 5                 | Ever Apaza                 | Bolívia       | 28:12 |
| 6                 | Juan Daniel Quispe         | Bolívia       | 28:32 |
| 7                 | Jason Gutiérrez            | Colômbia      | 28:59 |
| 8                 | Ruddy Choque               | Bolívia       | 29:12 |
| 9                 | José Paul Avila            | Bolívia       | 30:01 |

Equipe
| Posição            | Equipe | Pontos |
| ------------------ | --- | ------ |
| Medalha de ouro    | Bolívia · \| Marcelo Zalles \| 3 \| \| Ever Apaza \| 5 \| \| Juan Daniel Quispe \| 6 \| \| (Ruddy Choque) \| (8) \| \| (José Paul Avila) \| (9) \| | 14     |
| Marcelo Zalles     | 3 |        |
| Ever Apaza         | 5 |        |
| Juan Daniel Quispe | 6 |        |
| (Ruddy Choque)     | (8) |        |
| (José Paul Avila)  | (9) |        |

* Nota: Os atletas entre parênteses não pontuaram para o resultado da equipe.

### Masculino juvenil (4 km)
Individual
| Posição           | Atleta           | Nacionalidade | Tempo |
| ----------------- | ---------------- | ------------- | ----- |
| Medalha de ouro   | Gilialdo Koball  | Brasil        | 12:59 |
| Medalha de prata  | Freddy Espinoza  | Colômbia      | 13:32 |
| Medalha de bronze | Alexis Maureira  | Chile         | 13:35 |
| 4                 | Víctor Gilbez    | Argentina     | 14:29 |
| 5                 | Ebenezer Churqui | Bolívia       | 15:31 |
| 6                 | Ronald Morales   | Bolívia       | 15:47 |
| 7                 | Alán Durán       | Bolívia       | 15:48 |

Equipe
| Posição          | Equipe                                                                                | Pontos |
| ---------------- | ------------------------------------------------------------------------------------- | ------ |
| Medalha de ouro  | Bolívia · \| Ebenezer Churqui \| 5 \| \| Ronald Morales \| 6 \| \| Alán Durán \| 7 \| | 18     |
| Ebenezer Churqui | 5                                                                                     |        |
| Ronald Morales   | 6                                                                                     |        |
| Alán Durán       | 7                                                                                     |        |

* Nota: Os atletas entre parênteses não pontuaram para o resultado da equipe.

### Feminino sênior (8 km)
Individual
| Posição           | Atleta            | Nacionalidade | Tempo |
| ----------------- | ----------------- | ------------- | ----- |
| Medalha de ouro   | Adriana de Souza  | Brasil        | 29:54 |
| Medalha de prata  | Bertha Sánchez    | Colômbia      | 30:54 |
| Medalha de bronze | Wilma Guerra      | Equador       | 31:11 |
| 4                 | Narcisa Calderón  | Equador       | 31:14 |
| 5                 | Marlene Flores    | Chile         | 31:20 |
| 6                 | Silvia Paredes    | Equador       | 31:33 |
| 7                 | Luz Silva         | Chile         | 31:49 |
| 8                 | Gabriela Cevallos | Equador       | 31:57 |
| 9                 | Julia del Río     | Chile         | 33:05 |
| 10                | Tania Poma        | Bolívia       | 33:51 |
| 11                | Nemia Coca        | Bolívia       | 33:59 |
| —                 | Sonia Calizaya    | Bolívia       | DNF   |

Equipe
| Wilma Guerra        | 3   |
| Narcisa Calderón    | 4   |
| Silvia Paredes      | 6   |
| (Gabriela Cevallos) | (8) |

| Marlene Flores | 5 |
| Luz Silva      | 7 |
| Julia del Río  | 9 |

| (Tania Poma)     | (10)  |
| (Nemia Coca)     | (11)  |
| (Sonia Calizaya) | (DNF) |

* Nota: Os atletas entre parênteses não pontuaram para o resultado da equipe.

### Feminino sênior de curta distância (4 km)
Individual
| Posição           | Atleta            | Nacionalidade | Tempo |
| ----------------- | ----------------- | ------------- | ----- |
| Medalha de ouro   | Bertha Sánchez    | Colômbia      | 14:02 |
| Medalha de prata  | Silvia Paredes    | Equador       | 14:08 |
| Medalha de bronze | Marily dos Santos | Brasil        | 14:19 |
| 4                 | Luz Silva         | Chile         | 14:25 |
| 5                 | Gabriela Cevallos | Equador       | 14:40 |
| 6                 | Wilma Guerra      | Equador       | 14:47 |
| 7                 | Marlene Flores    | Chile         | 14:48 |
| 8                 | Tania Poma        | Bolívia       | 14:53 |
| 9                 | Ibeth Budia       | Bolívia       | 14:58 |
| 10                | Narcisa Calderón  | Equador       | 15:02 |
| 11                | Sonia Calizaya    | Bolívia       | 15:32 |
| 12                | Julia del Río     | Chile         | 15:37 |
| 13                | Claudia Villalba  | Bolívia       | 15:41 |

Equipe
| Silvia Paredes     | 2    |
| Gabriela Cevallos  | 5    |
| Wilma Guerra       | 6    |
| (Narcisa Calderón) | (10) |

| Luz Silva      | 4  |
| Marlene Flores | 7  |
| Julia del Río  | 12 |

| Tania Poma         | 8    |
| Ibeth Budia        | 9    |
| Sonia Calizaya     | 11   |
| (Claudia Villalba) | (13) |

* Nota: Os atletas entre parênteses não pontuaram para o resultado da equipe.

### Feminino júnior (6 km)
Individual
| Posição           | Atleta           | Nacionalidade | Tempo |
| ----------------- | ---------------- | ------------- | ----- |
| Medalha de ouro   | Ruby Riativa     | Colômbia      | 23:50 |
| Medalha de prata  | Susana Aburto    | Chile         | 24:49 |
| Medalha de bronze | Magaly Crispin   | Bolívia       | 25:39 |
| 4                 | Mery Quispe      | Bolívia       | 26:22 |
| 5                 | Isidora Canavari | Bolívia       | 27:18 |

Equipe
| Posição          | Equipe                                                                                 | Pontos |
| ---------------- | -------------------------------------------------------------------------------------- | ------ |
| Medalha de ouro  | Bolívia · \| Magaly Crispin \| 3 \| \| Mery Quispe \| 4 \| \| Isidora Canavari \| 5 \| | 12     |
| Magaly Crispin   | 3                                                                                      |        |
| Mery Quispe      | 4                                                                                      |        |
| Isidora Canavari | 5                                                                                      |        |

* Nota: Os atletas entre parênteses não pontuaram para o resultado da equipe.

### Feminino juvenil (3 km)
Individual
| Posição           | Atleta                 | Nacionalidade | Tempo |
| ----------------- | ---------------------- | ------------- | ----- |
| Medalha de ouro   | Fernanda Maria Silva   | Brasil        | 10:55 |
| Medalha de prata  | Elizabeth Choquevillca | Bolívia       | 11:06 |
| Medalha de bronze | Militza Saucedo        | Bolívia       | 11:21 |
| 4                 | Beatriz Quispe         | Bolívia       | 11:28 |
| 5                 | Denise Talanilla       | Chile         | 12:17 |
| 6                 | Evelin Ahois           | Bolívia       | 12:41 |
| 7                 | Vianka Pereira         | Bolívia       | 12:42 |

Equipe
| Posição                | Equipe | Pontos |
| ---------------------- | --- | ------ |
| Medalha de ouro        | Bolívia · \| Elizabeth Choquevillca \| 2 \| \| Militza Saucedo \| 3 \| \| Beatriz Quispe \| 4 \| \| (Evelin Ahois) \| (6) \| \| (Vianka Pereira) \| (7) \| | 9      |
| Elizabeth Choquevillca | 2 |        |
| Militza Saucedo        | 3 |        |
| Beatriz Quispe         | 4 |        |
| (Evelin Ahois)         | (6) |        |
| (Vianka Pereira)       | (7) |        |

* Nota: Os atletas entre parênteses não pontuaram para o resultado da equipe.

## Quadro de medalhas (não oficial)
| Ordem | País      | Medalha de ouro | Medalha de prata | Medalha de bronze | Total |
| ----- | --------- | --------------- | ---------------- | ----------------- | ----- |
| 1     | Brasil    | 5               | 0                | 1                 | 6     |
| 2     | Bolívia   | 4               | 1                | 6                 | 11    |
| 3     | Chile     | 3               | 3                | 3                 | 9     |
| 4     | Colômbia  | 2               | 4                | 0                 | 6     |
| 5     | Equador   | 2               | 1                | 1                 | 4     |
| 6     | Argentina | 0               | 3                | 0                 | 3     |
|       | TOTAL     | 16              | 12               | 11                | 39    |

* Nota: O total de medalhas incluem  as competições individuais e de equipe, com medalhas na competição por equipe contando como uma medalha.

## Participação
De acordo com uma contagem não oficial, 82 atletas de 7 nacionalidades participaram.
| - Argentina (5) - Bolívia (32) - Brasil (7) | - Chile (12) - Colômbia (7) | - Equador (8) - Uruguai (1) |